# エド エッド エディ

エド エッド エディ（Ed, Edd n Eddy）は、カートゥーン ネットワークで放映されているアメリカのコメディアニメシリーズ。同局のオリジナルアニメでは最も長く放送されたシリーズである。また、北米ではCARTOON CARTOONS加盟作品で最後に製作終了した作品でもある。原作者はダニー・アントヌッチ（Danny Antonucci）。制作はカナダのアニメスタジオa.k.a. Cartoon。日本では2000年10月6日に放送開始された。

## ストーリー
エド、エッド、エディは、性格がバラバラで一癖ある3人組。周囲からは少し浮いた存在だが、強い団結力に結ばれている。ある時は小遣い稼ぎの為に、ある時は悩み事を解決する為に、知恵を絞って作戦を企てたり発明品を生み出したりするが、いつも失敗ばかり。それでも、3人組は次の作戦を考えるのだった。
物語は、そんな3人組を中心としたコメディである。

## キャラクター

### 主人公3人組（Eds）
エド
声 - 鈴木正和/英 - マット・ヒル
3人の中で身体が一番大きく力持ち。周りが理解し難い思考回路を持つ、いわゆる「おバカ」で、走り方に上半身を大きくのけ反らせる特徴がある。基本的に温厚で誰に対しても親切だが、おバカ故に空回りしがちで裏目に出やすい。カンカー・シスターズには激しく拒否感を示す、ジョニーの態度にイライラする等の例外もある。日本語吹き替え版での一人称は「ボクちん」。エディが計画したどんな軽率なプランにもすぐに乗り、その際には持ち前の腕っ節で主に肉体労働をこなすが、大抵プランの内容を理解し切っておらず、見当違いな行動に走ってエッドやエディの突っ込みを受けることも多い。モンスター映画と模型が大好きで、これらが絡むと普段の性格からは考えられないほど饒舌かつ活発になってしまい、エッドやエディですら止められなくなる。大の風呂嫌いで風呂に入ったことがない。妹のサラに会う度に罵声と命令を浴びせられるが、嫌な顔ひとつせず喜んで受けてしまう妹想いな所もある。妹やそのボーイフレンドのジミーの面倒を見ることもある。母親をとても恐れていて、家がめちゃくちゃになると「ママに殺される！」などと尋常じゃないほど震え上がったりもする。エディが絡まない時は割と周囲に受け入れられやすい。
2004年〜2006年頃（日本では2005年〜2009年頃）にカートゥーン ネットワークで放映されていたバンパーシリーズ「CN City」では映画館の館長であったり、雲梯にぶら下がりながらジュースを飲むなどといった面を見せた。
エッド
声 - 柳知樹/英 - サムエル・ビンセント
本名はエドワード。時間が空くと、図書館で生物学や科学を勉強しており、これらの科目は自然観察や化学実験を趣味としても嗜むほどに大好き。物静かで折り目正しい性格で、いわゆる「おりこうさん」タイプ。年齢にそぐわない博識さを持ち、3人組の中に限らず作中では一、二を争う頭脳派だが、かなりの巻き込まれ体質で流され体質。周囲にバカにされるほど運動は苦手だが、ガラクタから様々な道具を組み上げたり、壊れたものを修理するなど手先は非常に器用なので、ケビン達も頭の良さを含めて彼を頼る場面がある。いつも帽子をかぶっているが、一度だけ外れたことがあり、その際にエディが「お前、そんな髪してたんだな」と言っていたことから、自分の髪を恥じらってつけている可能性もある。愛称は「WD（ダブルD）」（名前のつづりが「EDD」のため）。家の私物に名札をつけている。さらに潔癖症の様な行動を見せたり、アルファベット順に並べている本をめちゃくちゃに並べ替えられた時、嫌がっていたので軽い「強迫性障害」の疑いがある。その頭脳や知識を活かして『KND ハチャメチャ大作戦』ばりのガラクタアイテムを開発し、エディの計画を成功に導こうとする。誰に対しても礼儀正しく敬語を使う(エドやジミーには使わない面もある。)ので、エドと同じくエディが絡まない時は周りに受け入れられやすい。
エディ
声 - 清水敏孝、高木渉（バンパー、CMのみ）/英 - トニー・サンプソン
3人の中では最年少ながらリーダー格。12歳。かなりの目立ちたがり屋で、常に自分の存在をアピールしようと実利的な目的を果たす為のプランをあれこれと考える企画力と行動力の高さを持つが、狡賢く悪知恵も働き、時には犯罪まがいの行為をする事もある。お金とキャンディーが大好きで、基本的に金をせびろうとする為、周りからは煙たがれる事が多く、純粋に周りと仲良くしようとする時もあるが、謙虚を知らず自分勝手且つ上から目線な為、人当たりが良い2人より嫌われており、実質3人組の人気を落としているのは彼のせいと言える。流行やファッションセンスにも明るく、自宅の秘密のクローゼットには様々な服や衣装が取り揃えられている。鳥やケビン、サラが大嫌い。登場はしないが、エディのセンスやスタイル、思想に多大な影響を与えた兄が居り、エディの兄はケビンや他の皆からも畏怖されている。実は非常に寂しがり屋でもあり、悪戯をしない時間が長くなりすぎると錯乱状態になる。背が低いことにコンプレックスを抱いている。口は達者だが喧嘩は弱く、正面からではケビンに全く敵わないものの、搦め手で出し抜いて打ち負かしてしまうこともある。
本作が「Cartoon CARTOONS」枠で放映された際にタイトルコールをするのは彼である。

### 3人組の友人たち
3人組と同じ学校に通い、住んでいる家も近い者同士な子供たち。
ケビン
声 - 鶴博幸/英 - キャサリン・バー
エディ宅のお隣さんに住むヤンキー風の少年。3人組を「3バカ」や「マヌケ 中マヌケ 大マヌケ」と呼んでバカにしており、対立することが多く、エディとは特に仲が悪い。ただエッドの手先の器用さは認めている節があり、自転車のチェーンが外れた際には真っ先に彼を頼った。いつもラジカセを携えて愛用の自転車を乗り回している。短気で喧嘩っ早く、命令されるのが嫌いな不良気質だが、サラやジミーを自転車の曲芸で楽しませたり、周りに親切にするエドを素直に誉める場面もある。彼の父はキャンディー工場で働いており、自宅に「でっかいキャンディー」を格納する倉庫がある。
ナズ
声 - 黒田弥生/英 - タバサ・セント・ジェルマン→ジェン・フォーギー→エリン・フィッツジェラルド
周囲の誰もが憧れる、皆のアイドル。色々と美容に気を使っている。自他共に認めるとても可愛い女の子で、基本的に物怖じしないエディやケビンも彼女の前ではあがってしまう。ネズミが嫌い。
サラ
声 - 乾政子/英 - ジャニス・ジョード
エディから「凶暴女」呼ばわりされるほど気の強いエドの妹。兄とは対照的に短気かつせっかちだが、腕っぷしの強さは似る。兄に対する態度と扱いは辛辣で、いつも罵声と命令を浴びせ、時には暴力を振るうこともある。エディのことも嫌っており、ケビン同様3人組との対立が多い一人。一方で気を許している相手には気さくに接し、ボーイフレンドのジミーには驚くほど優しく世話を焼く一面もある。 ピアスが似合う。とある一件でエッドに恋をしたこともある。
ジミー
声 - 奥島和美/英 - キーナン・クリステンソン
サラのボーイフレンド。非常に気弱で虚弱体質な少年で、不安に駆られると直ぐに冷静さを失ってしまい、運動もエッド以上に苦手。3人組が問題を起こすと真っ先に被害に遭うことが多く、特にエディとエドを苦手としている。サラが付いている時は割りと安定しているが、一人だけの時には不安を抑えるために毛布やぬいぐるみを持ち歩いていることも多い。一方で腹黒な一面があり、いつも守ってくれているサラを含めて他の子供たちにも内心で不満や嫉妬を隠し持っていたり、タガが外れると普段とは打って変わって強気になったりする。歯は矯正中。エッドの事は気に入っている節があり、彼だけにクリスマスプレゼントを渡したり、映画版では3人組が倒れた時に真っ先に助け起こしていた。
ジョニー
声 - 瀬口昌代/英 - デビッド・ポール・グルーブ
3人組の友達。顔の書いてある板「板っきれ」を友達としていつも持ち歩いている不思議な性格の少年。それ以外にも数々の奇行癖をもち、温厚なエドでさえ苛立たせることもある。「板っきれ」がないと情緒不安定に陥ってしまう。「板っきれ」に対する友情は本物で、時々意見の相違から喧嘩別れすることもあるが、最後は必ず仲直りしている。「板っきれ」がカンカー・シスターズに攫われた際には、彼女らを怯ませるほどの勇猛さを発揮した。
ロルフ
声 - 中村俊洋/英 - ピーター・ケラミス
3人組の友達。他のメンバーとは違い3人組には比較的フレンドリーに接し、自身の家に招き入れたりもするが、（主にエディとエドのせいで）家の中をメチャメチャにされる事が多い。家は先祖代々の農家で、自宅の敷地内には牧場や畑がある。デタラメな関西弁（原語版では合衆国南部の訛り）を話す。家の農場の管理を喜んで手伝うほどに家畜が大好きで、とても可愛がっている。好きな食べ物は肉。嫌な事があった時は砂糖漬けのビーツを食べることがあり、その際に「砂糖漬けビーツを見るとホッとする」と言う。アーバンレンジャー（一種のボーイスカウト）のリーダーを務めており、他のメンバーの評価や昇級の判定も任されているなど、プロ顔負けの非常に高いサバイバルスキルを持っている。エドと同じ、つながり眉毛。怒るとかなり怖い。

### カンカー・シスターズ
本作のカートゥーン ネットワーク・ヴィランズ。
町はずれのトレーラーハウス街に越してきた、ヤンキー風の三人異父姉妹。豪快かつ勝気な肉食系女子のトリオ。出会う前から主人公3人組に興味を持っていたが、初登場回での邂逅で本格的に気に入った。以来彼らを何かと付け狙うようになり、実力行使込みの強烈な愛情表現で恐怖に落とし入れたり、ちょっかいを出して彼らのプランを台無しにすることもある。そのため、主人公3人組が最も苦手とする共通の天敵となっている。自分たちの目的の邪魔になると判断した相手には部外者にも容赦がなく、喧嘩の強いケビンやサラでさえ圧倒されるなど、他の子供たちにも恐れられている。
リー・カンカー
声 - 堀内さやか/英 - ジャニス・ジョード
長女。三姉妹のリーダー格。オレンジ色の髪の毛。前髪で目が隠れている。歯は一つだけ青い。エディを特に気に入っている。
マリー・カンカー
声 - 斎藤恵理/英 - キャサリン・バー
次女。しっかり者。片方の目は隠れていて見えない。青色の髪の毛。エッドを特に気に入っている。
メイ・カンカー
声 - 古谷雅美/英 - ジェン・フォーギー→エリン・フィッツジェラルド
三女。彼女だけ出っ歯がある。金髪。エドを特に気に入っている。

### 映画
エディの兄（Eddy's Brother）
声 - テリー・クラッセン
映画で初登場したエディの兄。

## 放映リスト
シーズン1
1. 名探偵エディ（The Ed-Touchables）
2. カンカーシスターズ（Nagged to Ed）
3. スプリンクラー・パーティー（Pop Goes the Ed）
4. エドは人気者?（Over Your Ed）
5. 背を高くして!（A Pinch to Grow an Ed）
6. お茶会へようこそ（Sir Ed-a-Lot）
7. ロボット星の戦い（Dawn of the Eds）
8. クラブ・エド会員募集（Virt-Ed-Go）
9. 新聞配達（Read All About Ed）
10. カレンダーを作りましょう（Quick Shot Ed）
11. サラの恋人（An Ed Too Many）
12. 隠れんぼであそぼ（Ed-n-Seek）
13. 催眠術（Look Into My Eds）
14. エッド強化作戦（Tag Yer Ed）
15. プランク・マスター（Fool on the Ed）
16. キャンディーちょう～だい!（A Boy and His Ed）
17. 流行よりモノを追え!（It's Way Ed）
18. 友よいずこ?（Laugh Ed Laugh）
19. エドの長い夜（A Glass of Warm Ed）
20. ペット・クリーニング（Flea-Bitten Ed）
21. なにと交換するの?（Who, What, Where, Ed）
22. 芝刈り騒動（Keeping up with the Eds）
23. 泥んこボーイズ（Eds-Aggerate）
24. アーバン・レンジャー入隊（Oath to an Ed）
25. 誰かかわって!（Button Yer Ed）
26. レッツゴー!川下り（Avast Ye Eds）

シーズン2
1. 水鉄砲で遊ぼ!（Know it All Ed）
2. 友達捜します（Dear Ed）
3. 映画の日（Knock Knock Who's Ed?）
4. 異次元へトリップ（One + One = Ed）
5. 変身（Eeny, Meeny, Miney, Ed）
6. 記録に挑戦（Ready, Set... Ed!）
7. 募金しまショー（Hands Across Ed）
8. エドの歯買います（Floss Your Ed）
9. スパイ（In Like Ed）
10. 新しい友達（Who Let the Ed In?）
11. 夢の夏休み（Home Cooked Eds）
12. 農場でホームステイ（Rambling Ed）
13. エディの初デート（To Sir with Ed）
14. 謎の鍵（Key to My Ed）
15. 都会の幻（Urban Ed）
16. 嗚呼、規則（Stop, Look and Ed）
17. お化け屋敷（Honor Thy Ed）
18. エッドひっぱりだこ（Scrambled Ed）
19. エディの修理屋さん（Rent-a-Ed）
20. ど～してジョニー!（Shoo Ed）
21. ジミーの教育係（Ed in a Halfshell）
22. マネしちゃいや！（Mirror, Mirror, on the Ed）
23. 場所とりは大変ダ！（Hot Buttered Ed）
24. ガールズ・ガールズ（High Heeled Ed）
25. 真夏のクリスマス（Fa-La-La-La-Ed）
26. ジミーがライバル（Cry Ed）